# Isla Hayes
La isla Hayes (también conocida como isla Hess (en ruso: Остров Хейса, Ostrov Kheysa) es una isla en el archipiélago de la Tierra de Francisco José, parte de Rusia. Se encuentra ubicada en la zona central del archipiélago, al norte de la isla Hall, entre la isla Champ y la tierra de Wilczek. Su superficie es de 132 km².
La isla de hayes se mantiene casi sin glaciares, ya que solo una pequeña capa de hielo fuera de su centro se encuentra por su orilla norte. El punto más alto esta a 242 m.

## Clima
| Parámetros climáticos promedio de Isla Hayes (1991-2020) | Parámetros climáticos promedio de Isla Hayes (1991-2020) | Parámetros climáticos promedio de Isla Hayes (1991-2020) | Parámetros climáticos promedio de Isla Hayes (1991-2020) | Parámetros climáticos promedio de Isla Hayes (1991-2020) | Parámetros climáticos promedio de Isla Hayes (1991-2020) | Parámetros climáticos promedio de Isla Hayes (1991-2020) | Parámetros climáticos promedio de Isla Hayes (1991-2020) | Parámetros climáticos promedio de Isla Hayes (1991-2020) | Parámetros climáticos promedio de Isla Hayes (1991-2020) | Parámetros climáticos promedio de Isla Hayes (1991-2020) | Parámetros climáticos promedio de Isla Hayes (1991-2020) | Parámetros climáticos promedio de Isla Hayes (1991-2020) | Parámetros climáticos promedio de Isla Hayes (1991-2020) |
| Mes                                                      | Ene.                                                     | Feb.                                                     | Mar.                                                     | Abr.                                                     | May.                                                     | Jun.                                                     | Jul.                                                     | Ago.                                                     | Sep.                                                     | Oct.                                                     | Nov.                                                     | Dic.                                                     | Anual                                                    |
| -------------------------------------------------------- | -------------------------------------------------------- | -------------------------------------------------------- | -------------------------------------------------------- | -------------------------------------------------------- | -------------------------------------------------------- | -------------------------------------------------------- | -------------------------------------------------------- | -------------------------------------------------------- | -------------------------------------------------------- | -------------------------------------------------------- | -------------------------------------------------------- | -------------------------------------------------------- | -------------------------------------------------------- |
| Temp. máx. abs. (°C)                                     | 1.9                                                      | 0.0                                                      | 1.6                                                      | 0.7                                                      | 2.6                                                      | 8.0                                                      | 10.3                                                     | 8.4                                                      | 5.6                                                      | 3.8                                                      | 1.6                                                      | 1.7                                                      | 10.3                                                     |
| Temp. máx. media (°C)                                    | -16.7                                                    | -16.8                                                    | -17.2                                                    | -13.6                                                    | -6.1                                                     | 0.2                                                      | 2.0                                                      | 1.6                                                      | -0.4                                                     | -6.2                                                     | -10.7                                                    | -15.0                                                    | -8.2                                                     |
| Temp. media (°C)                                         | -20.1                                                    | -20.2                                                    | -20.6                                                    | -16.5                                                    | -8.1                                                     | -1.2                                                     | 0.7                                                      | 0.4                                                      | -1.7                                                     | -8.0                                                     | -13.6                                                    | -18.2                                                    | -10.6                                                    |
| Temp. mín. media (°C)                                    | -23.3                                                    | -23.6                                                    | -23.8                                                    | -19.2                                                    | -10.1                                                    | -2.5                                                     | -0.2                                                     | -0.6                                                     | -3.0                                                     | -10.0                                                    | -16.4                                                    | -21.4                                                    | -12.8                                                    |
| Temp. mín. abs. (°C)                                     | -42.1                                                    | -44.4                                                    | -43.5                                                    | -39.6                                                    | -27.7                                                    | -12.3                                                    | -3.9                                                     | -8.8                                                     | -23.2                                                    | -32.3                                                    | -39.5                                                    | -41.5                                                    | -44.4                                                    |
| Precipitación total (mm)                                 | 25                                                       | 26                                                       | 22                                                       | 18                                                       | 12                                                       | 12                                                       | 17                                                       | 22                                                       | 28                                                       | 18                                                       | 20                                                       | 28                                                       | 248                                                      |
| Días de lluvias (≥ 1 mm)                                 | 0                                                        | 0                                                        | 0.1                                                      | 0.1                                                      | 0.4                                                      | 3                                                        | 12                                                       | 12                                                       | 7                                                        | 1                                                        | 0.1                                                      | 0                                                        | 35.7                                                     |
| Días de nevadas (≥ 1 mm)                                 | 21                                                       | 20                                                       | 19                                                       | 16                                                       | 23                                                       | 18                                                       | 11                                                       | 14                                                       | 22                                                       | 25                                                       | 21                                                       | 20                                                       | 230                                                      |
| Horas de sol                                             | 0                                                        | 0                                                        | 66                                                       | 234                                                      | 226                                                      | 193                                                      | 171                                                      | 83                                                       | 30                                                       | 1                                                        | 0                                                        | 0                                                        | 1004                                                     |
| Humedad relativa (%)                                     | 82                                                       | 82                                                       | 80                                                       | 81                                                       | 85                                                       | 88                                                       | 91                                                       | 92                                                       | 90                                                       | 86                                                       | 84                                                       | 83                                                       | 85.3                                                     |
| Fuente n.º 1: Погода и климат                            |                                                          |                                                          |                                                          |                                                          |                                                          |                                                          |                                                          |                                                          |                                                          |                                                          |                                                          |                                                          |                                                          |
| Fuente n.º 2: NOAA (Horas de sol, 1961-1990)             |                                                          |                                                          |                                                          |                                                          |                                                          |                                                          |                                                          |                                                          |                                                          |                                                          |                                                          |                                                          |                                                          |